# Ítalo Ferreira
Ítalo Ferreira (n. 6 mai 1994, Baía Formosa, Rio Grande do Norte, Brazilia) este un surfer ce a reprezentat Brazilia, medaliat olimpic. A participat la o ediție a Jocurilor Olimpice (2020) în care a câștigat o medalie de aur.